# Свинушки (деревня)
Свинушки — деревня в Скопинском районе Рязанской области России, входит в состав Полянского сельского поселения. Граничит с микрорайоном Заречным города Скопина на юго-западе и селом Чулково с северо-запада. Вблизи деревни Свинушки протекает река Вёрда. В деревне четыре улицы: Верхняя, Нижняя, Школьная и Молодежная. Деревня впервые упоминается в 1895 году.

## Население
| 1906 | 2010 |
| ---- | ---- |
| 662  | ↘652 |